# Frederic Louis Norden
Frederic Louis Norden (Glückstadt, 22 ottobre 1708 – Parigi, 22 settembre 1742) è stato un ufficiale ed esploratore danese, capitano di marina.

## Biografia
Conosciuto anche come Frederick, Frederik, Friderick, Ludwig, Ludvig e Lewis, il nome utilizzato nella prima pubblicazione del suo famoso Voyage d'Egypte et de Nubie (Copenaghen, 1755) è Frederic Louis Norden. Il suo nome viene spesso abbreviato FL Norden.
Norden fece un viaggio attraverso l'Egitto tutta la strada fino al Sudan nel 1737-1738, su richiesta di re Cristiano VI di Danimarca. Norden rese abbondanti note, osservazioni e disegni di tutto intorno a lui, comprese le persone, monumenti faraonici, architettura, installazioni, mappe, ecc, e tutto fu pubblicato postumo nel Voyage d'Egypte et de Nubie.
L'8 gennaio 1741 divenne membro della Royal Society di Londra, dove il suo nome fu registrato come Frederic Lewis Norden.